# Yahoo (literatura)

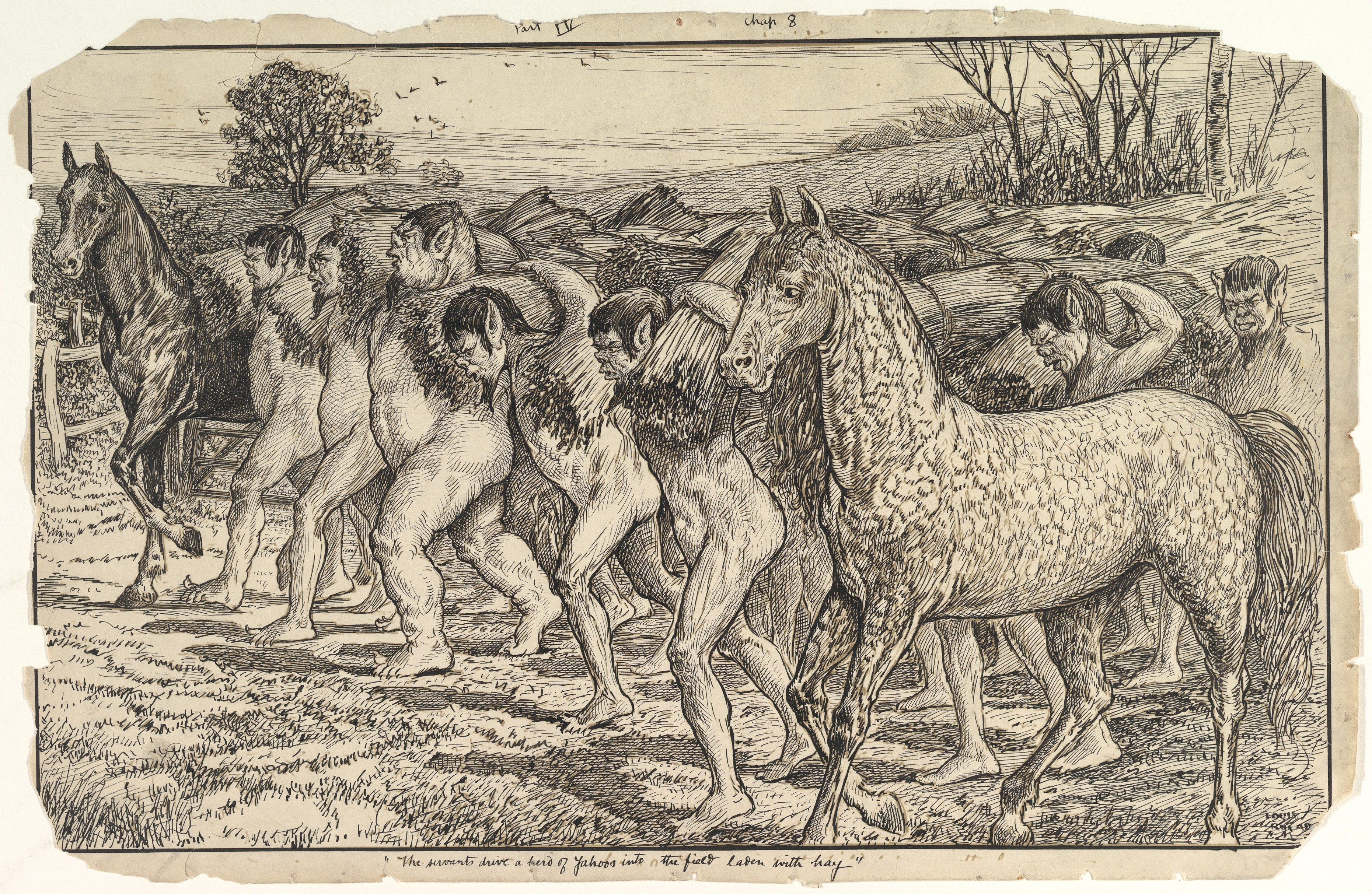
Muchos Yahoos llevados por Houyhnhnms

Un yahoo es una criatura salvaje y sucia, de costumbres desagradables, que se parece a los seres humanos y que aparece en Los viajes de Gulliver de Jonathan Swift.
Por otra parte, Jorge Luis Borges, en su cuento El informe de Brodie menciona a una tribu degenerada, atroz y salvaje llamada 'Yahoo'.